# Fong nematòfag

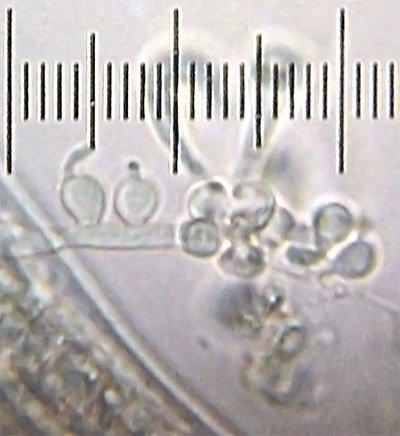
Una imatge més de prop de Harposporium anguillulae.

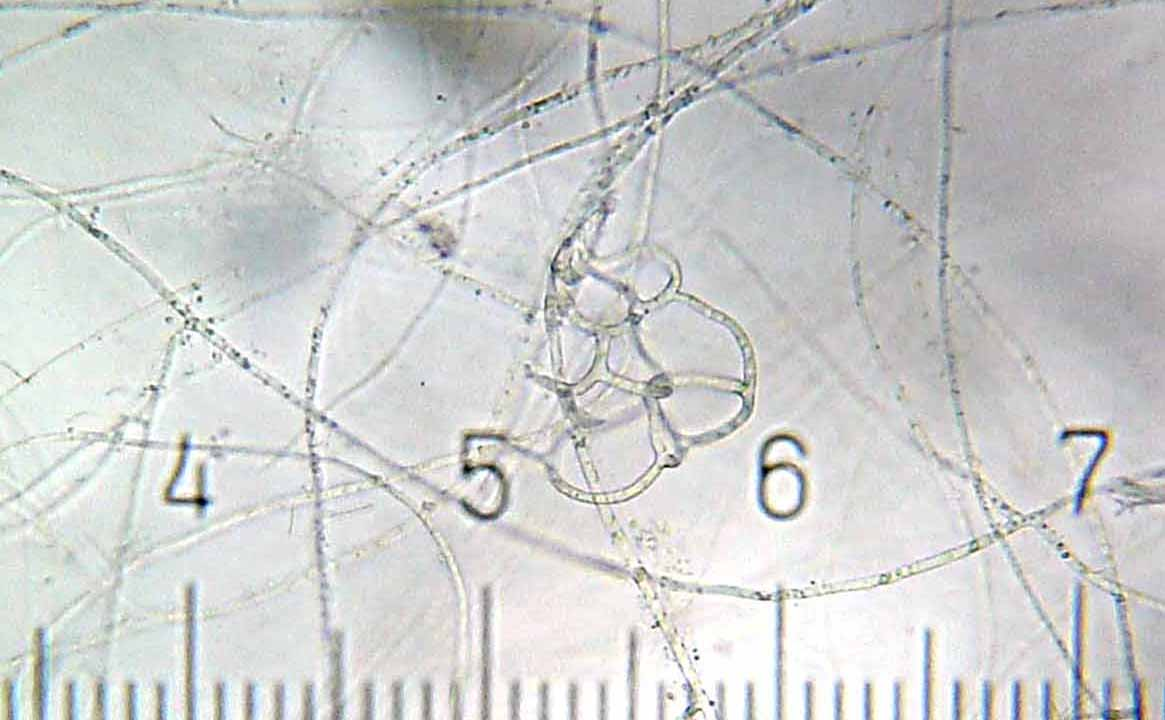
Un fong del gènere Arthrobotrys, mostrant les seves xarxes adhesives que usa per atrapar nematodes.

Els fongs nematòfags són fongs carnívors especialitzats a atrapar i digerir nematodes. Se'n coneixen al voltant de 160 espècies. Hi ha espècies de fongs que viuen a l'interior dels nematodes des del principi i altres fongs que elsatrapen generalment amb trampes adhesives o en anells constrictors. Una altra tècnica és usar toxines com ho fa el fong Coprinus comatus i la família de fongs Pleurotaceae.
Els fongs nematòfags poden ser útils pel control biològic dels nematodes. Paecilomyces per exemple, es pot usar com un bio-nematicida.